# Пекерман, Нина Михайловна
Нина Михайловна Пекерман (ивр. נינה פקרמן‎, род. 28 сентября 1977, Кишинёв) — израильская триатлонистка и шоссейная велогонщица. Многократная чемпионка Израиля по триатлону (2004, 2005, 2006, 2007 и 2009) и Ironman (Israman — 2009, 2010, 2011, 2012, 2013, 2014, серебряный призёр в 2015 году), чемпионка Маккабиады (2005); чемпионка Израиля по шоссейному велоспорту в индивидуальной гонке (2005).
С детства занималась плаванием. Училась в детско-юношеской спортивной школе в Кишинёве. С 1994 года — в Израиле. Живёт в Кфар-Саве. Училась в Институте имени Вингейта.
С 2009 года принимала участие в различных международных чемпионатах по триатлону Ironman. На чемпионате мира Ironman 2010 года заняла первое место в своей возрастной категории (30—34) и третье место среди любительниц. 
Также выступала в соревнованиях по шоссейному велоспорту. В 2003 году на чемпионате мира по шоссейному велоспорту "В" заняла 25 место в групповой гонке. В 2005 году стала чемпионкой Израиля в индивидуальной гонке, а в 2008 году завоевала серебро в этой же дисциплине.